# Turcia
Turcia is een gemeente in de Spaanse provincie León in de regio Castilië en León met een oppervlakte van 31,99 km². Turcia telt 1.039 inwoners (1 januari 2016).

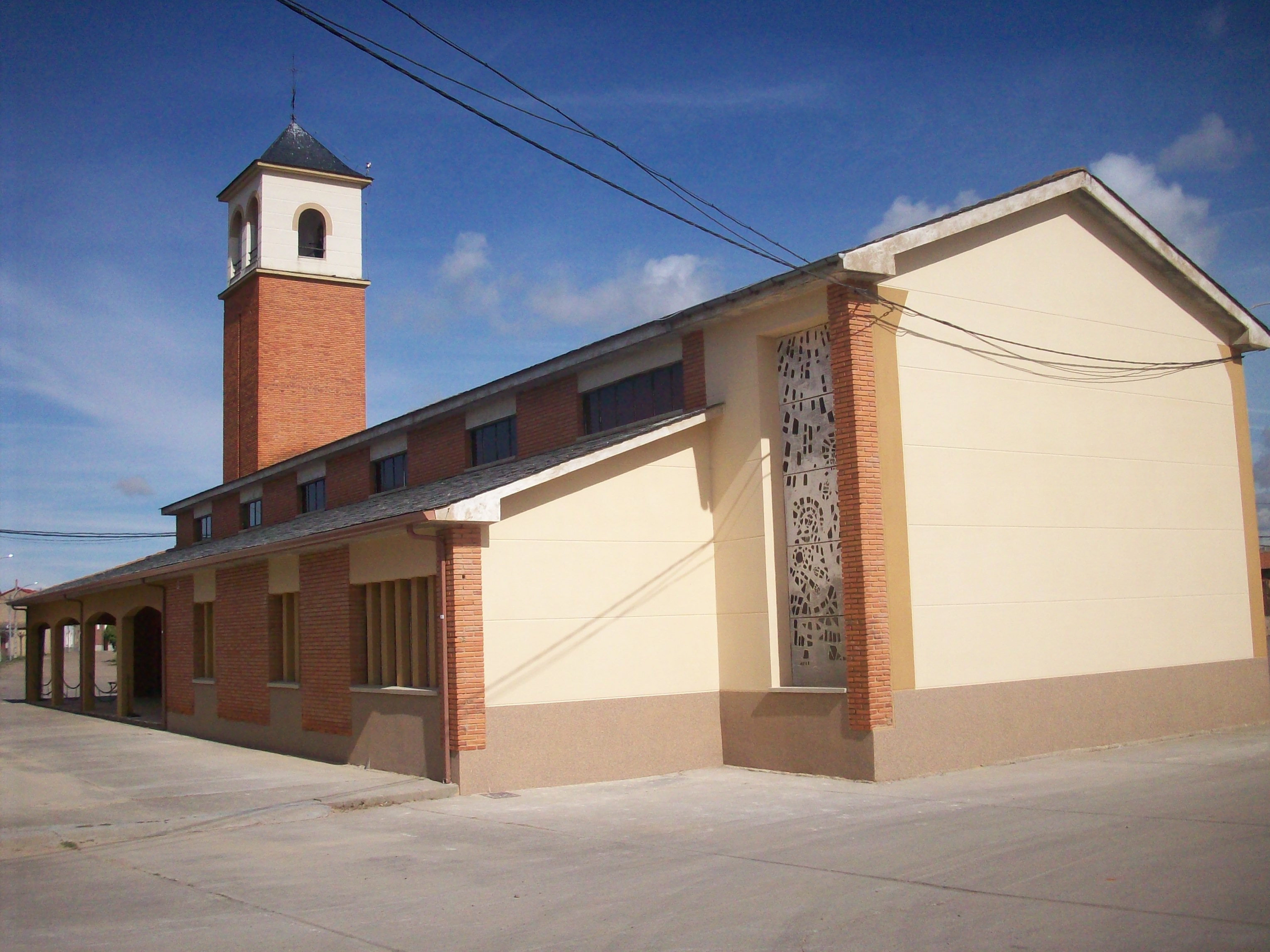
Kerk in Turcia
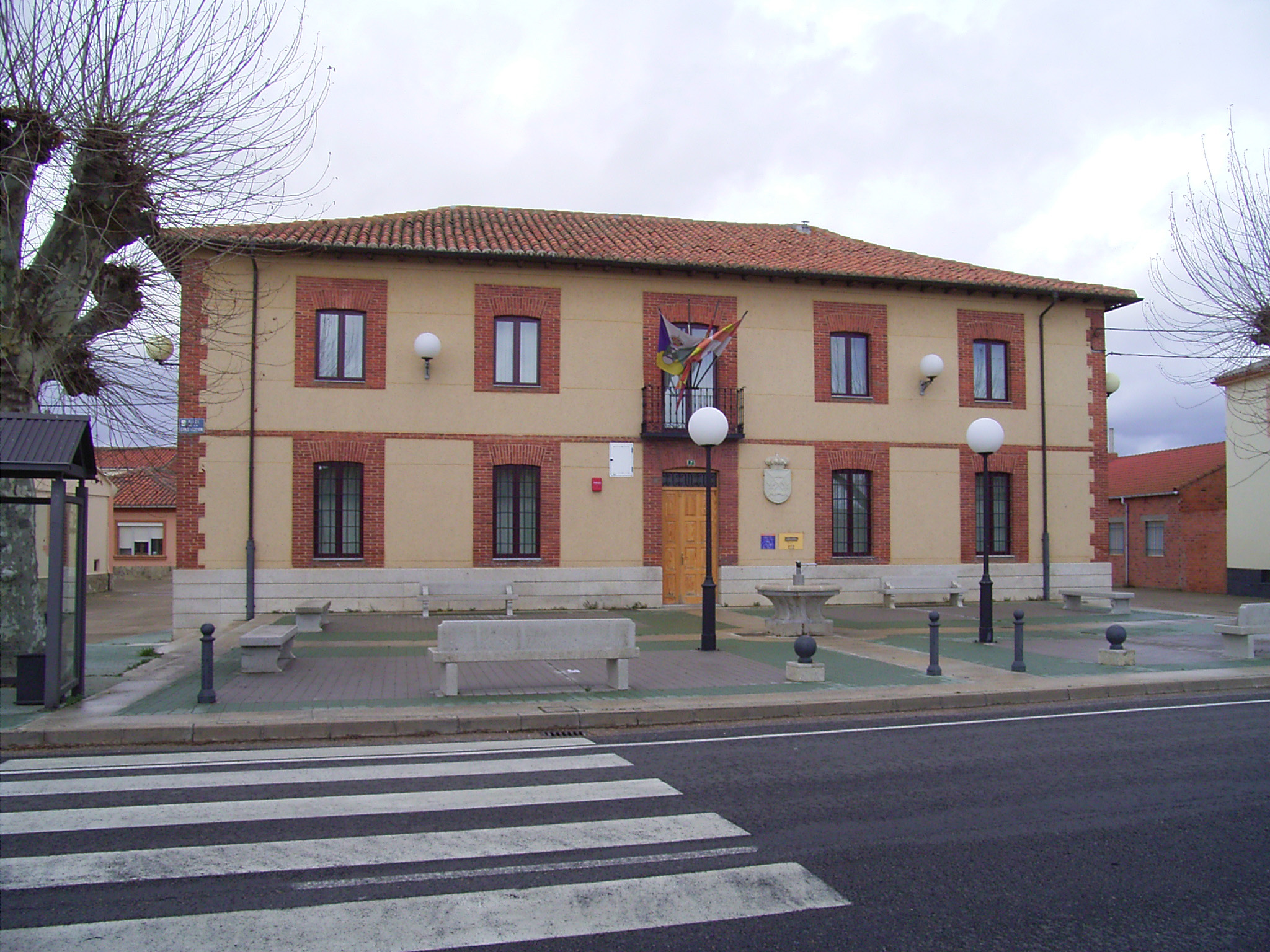
Gemeentehuis
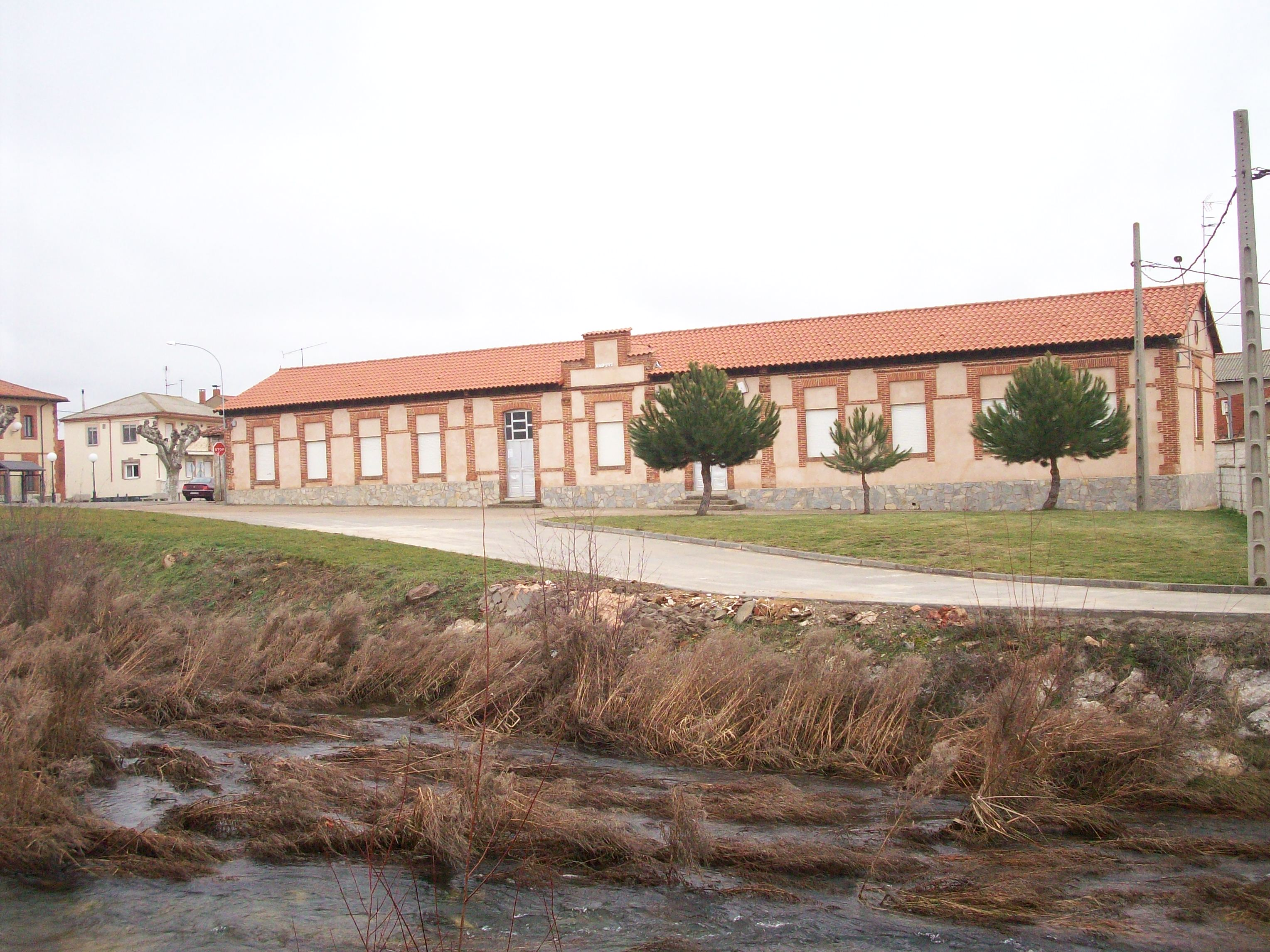
School in Turcia
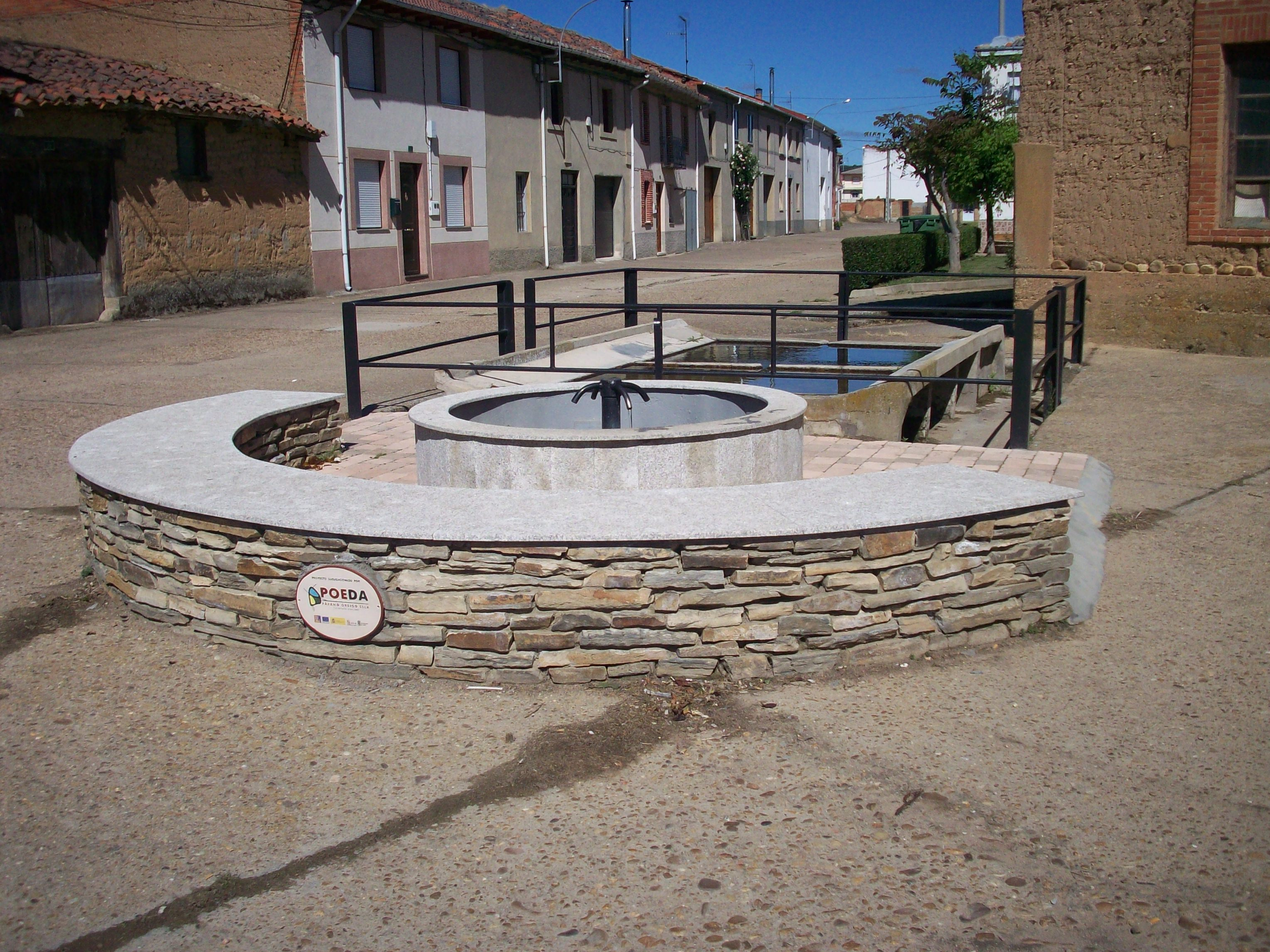
Centrum van Turcia